# 초승달 성운
초승달 성운(NGC 6888; Crescent Nebula)는 백조자리에 있는 발광 성운이다. 400,000년 전에 생성된 것으로 추정된다.